# Динамо (Київ) у сезоні 1954
| «Динамо» (Київ) у сезоні 1954 | «Динамо» (Київ) у сезоні 1954 |
| ----------------------------- | ----------------------------- |
| Ліга                          | клас «А»                      |
| Місце в лізі                  | п'яте                         |
| Раунд у кубку                 | переможець                    |

У сезоні 1954 року київське «Динамо» здобуло перший трофей — кубок СРСР. Чемпіонат команда завершила на п'ятому місці.
Найбільше матчів у сезоні провели Віталій Голубєв, Михайло Коман і Віктор Фомін (по 28). Бомбардир — Михайло Коман (15 голів).
Найбільше матчів у чемпіонаті провели Олег Макаров, Віталій Голубєв, Михайло Коман, Георгій Граматикопуло і Віктор Фомін (по 23). Бомбардир — Михайло Коман (10 голів).
Найбільше матчів у кубку провели Віталій Голубєв, Тиберій Попович, Аркадій Ларіонов, Михайло Коман, Андрій Зазроєв, Віктор Терентьєв і Віктор Фомін (по 5). Бомбардир — Михайло Коман (5 голів).
Статистика виступів у сезоні:
| Турнір    | І  | В | Н  | П | РМ      | О  |
| --------- | -- | - | -- | - | ------- | -- |
| Чемпіонат | 24 | 8 | 10 | 6 | 31 — 29 | 26 |
| Кубок     | 5  | 5 | 0  | 0 | 13 — 5  | 10 |

Керівництво клубу:
- Старший тренер: Олег Ошенков
- Тренер: Антон Ідзковський
- Тренер: Олександр Щанов

Статистика гравців:
| Футболіст             | Ліга     | Ліга     | Кубок    | Кубок    | Усього   | Усього   |
| Футболіст             | Ігри     | Голи     | Ігри     | Голи     | Ігри     | Голи     |
| Воротарі              | Воротарі | Воротарі | Воротарі | Воротарі | Воротарі | Воротарі |
| --------------------- | -------- | -------- | -------- | -------- | -------- | -------- |
| Олег Макаров          | 23       | 27п      | 4        | 3п       | 27       | 30п      |
| Євген Лемешко         | 4        | 4п       | 1        | 2п       | 5        | 6п       |
| Захисники             |          |          |          |          |          |          |
| Віталій Голубєв       | 23       |          | 5        |          | 28       |          |
| Тиберій Попович       | 20       |          | 5        |          | 25       |          |
| Петро Тищенко         | 15       |          | 0        |          | 15       |          |
| Володимир Качур       | 4        |          | 0        |          | 4        |          |
| Володимир Єрохін      | 1        |          | 0        |          | 1        |          |
| Півзахисники          |          |          |          |          |          |          |
| Аркадій Ларіонов      | 22       |          | 5        |          | 27       |          |
| Михайло Михалина      | 17       | 1        | 2        |          | 19       | 1        |
| Олександр Кольцов     | 14       | 1        | 4        | 1        | 18       | 2        |
| Ернест Юст            | 7        |          | 4        |          | 11       |          |
| Нападники             |          |          |          |          |          |          |
| Михайло Коман         | 23       | 10       | 5        | 5        | 28       | 15       |
| Георгій Граматикопуло | 23       | 4        | 3        | 1        | 26       | 5        |
| Віктор Фомін          | 23       | 4        | 5        | 1        | 28       | 5        |
| Павло Віньковатов     | 21       | 4        | 3        |          | 24       | 4        |
| Андрій Зазроєв        | 20       | 5        | 5        | 4        | 25       | 9        |
| Віктор Терентьєв      | 13       | 1        | 5        | 1        | 18       | 2        |
| Володимир Богданович  | 6        |          | 4        |          | 10       |          |
| Леонід Савінов        | 6        |          | 0        |          | 6        |          |
| Олександр Рижиков     | 3        |          | 0        |          | 3        |          |